# Stav Finish
Stav Finish (in ebraico סתיו פיניש‎?; Yavne, 26 marzo 1992) è un calciatore israeliano, centrocampista del Dimona.

## Palmarès

### Club

#### Competizioni nazionali
- Coppa d'Israele: 1

Bnei Yehuda: 2016-2017